# Chianni
Chianni è un comune italiano di 1 304 abitanti della provincia di Pisa in Toscana.

## Geografia fisica

### Territorio
Il suo territorio di 62km² composto da boschi di castagni e terreni coltivati a vite ed olivo si estende nella valle compresa tra il fiume Era ed il fiume Fine. Il Monte Vaso ed il Monte Vitalba, rilievi nel comune di Chianni, raggiungono rispettivamente un'altezza di 634 m e di 675 m.
- Classificazione sismica: zona 2 (sismicità medio-alta), Ordinanza PCM 3274 del 20/03/2003

### Clima
- Classificazione climatica: zona D, 1955 GR/G
- Diffusività atmosferica: bassa, CNR - IBE (ex Ibimet) 2002

## Origini del nome
Le origini del suo nome sono molto incerte: forse deriva da Clanni, nome di persona romano di origine etrusca (Claniu); o forse deriva da "clango", luogo coperto di boschi favorevoli alle cacce, o ancora da "clanum" che significa china o pendio.

## Storia

Marca comunale con lo stemma di Chianni

Nel 1186 l'imperatore Arrigo VI assegnò il borgo di Chianni al vescovo di Volterra Ildebrando de' Pannocchieschi, ma nel 1193 Chianni fu assegnata alla Repubblica di Pisa.
Nel 1288 gli abitanti di Chianni giurarono fedeltà a Lapo di Rosso de' Rossi, vicario del vescovo di Volterra, ma nello stesso anno il borgo fu riconquistato dai pisani comandati da Guido di Montefeltro.
Nel 1325 Chianni si ribellò a Pisa e a metà del secolo l'imperatore Carlo IV confermava nuovamente il dominio di Volterra sul paese.
Il 6 marzo 1406 Chianni, insieme a Rivalto, furono sottomesse alla Repubblica di Firenze.
Nel 1629 fu eretto in feudo dal Granduca Ferdinando II de' Medici che lo assegnò con il titolo di Marchesato, insieme al territorio di Montevaso, alla nobile famiglia fiorentina Riccardi, a quest'ultima fu assegnato anche il territorio di Rivalto (anch'esso elevato a Marchesato). Il marchesato di Chianni, Rivalto, Montevaso e Mela fu creato nell'aprile 1629 da Ferdinando II a favore di Francesco Riccardi, a cui nel 1634 fu aggiunto Rivalto. L'infeudazione fu rinnovata nel 1738 a favore di Cosimo Riccardi e del successore Vincenzo (-1752), fino a Giuseppe che, prestato giuramento a Pietro Leopoldo, lo mantenne fino all'abolizione dei feudi granducali nel 1776. Nel censimento del 1745 il feudo contava 993 abitanti.
Nel 1776 Chianni passò sotto il controllo della Podesteria di Rosignano e della Cancelleria di Lari.
Il podestà di Chianni fu soppresso nel 1838 e la sua giurisdizione fu unita a quella del Vicario di Lari.
Durante la seconda guerra mondiale, nel periodo della Repubblica Sociale Italiana alcune famiglie ebraiche (11 persone in tutto, 10 adulti e un minore) si erano trasferite a Chianni in cerca di rifugio. I Della Seta, con i Roccas e i Di Nola, risiedevano presso la fattoria Mercatale di loro proprietà, i Bigiavi in un podere vicino. Nonostante che i carabinieri locali avessero affermato che in zona "non vi erano ebrei presenti", il 20 e 21 aprile 1944 militi tedeschi eseguirono gli arresti "guidati da una spia beneficata". Fu di gran lungo il nucleo maggiore di ebrei arrestati nella provincia di Pisa. Nessuno di loro sopravvisse alla deportazione ad Auschwitz. 
Nel 2007 è stato inaugurato ufficialmente il parco eolico situato sul crinale del Monte Vitalba.

### Simboli
Lo stemma di Chianni è privo di in formale decreto di concessione e non è rappresentato sempre in maniera univoca e si può blasonare: troncato: nel primo d'argento, alla fascia merlata di azzurro (o di rosso); nel secondo di rosso, alla rosa d'argento.
Il gonfalone è un drappo di azzurro.
La fascia di merli rappresenta l'antico carattere medievale dei borghi di Chianni e di Rivalto con i relativi castelli, la rosa rappresenta l'essenza dei boschi incontaminati di cui è ricco il comune, il cielo azzurro è il cielo sereno che è possibile vedere fino all'orizzonte.

## Monumenti e luoghi d'interesse

### Architetture religiose
- Cappella della Compagnia della Santissima Annunziata
- Chiesa di San Donato
- Santuario della Madonna del Carmine
- Chiesa dei Santi Fabiano e Sebastiano a Rivalto
- Oratorio della Compagnia della Santa Croce a Rivalto
- Santuario della Madonna del Carmine a Rivalto

## Società

### Evoluzione demografica
Abitanti censiti

## Cultura

### Eventi
- Giugno/Luglio: Chianni Opera Festival - opere liriche e concerti
- Agosto: fiera paesana, primo martedì dopo ferragosto.
- Novembre: sagra del cinghiale.

## Geografia antropica
Il comune di Chianni conta nel suo territorio una sola frazione, quella di Rivalto.
Altre località rilevanti sono quelle di Aiola, Canapaia, Cimpoli, Ghiaccione, Garetto, I Gulfi, Il Poggiarello, La Cascina, Le Croci, La Fornace, La Pescaia, La Pieve, Miemo, Meletro, Ricandoli.

## Amministrazione
Di seguito è presentata una tabella relativa alle amministrazioni che si sono succedute in questo comune.
| Periodo        | Periodo        | Primo cittadino   | Partito                                                        | Carica      | Note   |
| -------------- | -------------- | ----------------- | -------------------------------------------------------------- | ----------- | ------ |
| 7 giugno 1985  | 15 giugno 1990 | Alessandro Bacci  | Partito Comunista Italiano                                     | Sindaco     | [ 13 ] |
| 15 giugno 1990 | 24 aprile 1995 | Enrico Lupi       | Partito Democratico della Sinistra, Partito Comunista Italiano | Sindaco     | [ 13 ] |
| 24 aprile 1995 | 4 gennaio 1999 | Adriano Tempesti  | Progressisti                                                   | Sindaco     | [ 13 ] |
| 4 gennaio 1999 | 14 giugno 1999 | Enrico Ricci      |                                                                | Comm. pref. | [ 13 ] |
| 14 giugno 1999 | 14 giugno 2004 | Adriano Tempesti  | centro-sinistra                                                | Sindaco     | [ 13 ] |
| 14 giugno 2004 | 7 giugno 2009  | Francesca Mancini | centro-sinistra                                                | Sindaco     | [ 13 ] |
| 8 giugno 2009  | 26 maggio 2014 | Francesca Mancini | Partito Democratico                                            | Sindaco     | [ 13 ] |
| 26 maggio 2014 | 27 maggio 2019 | Giacomo Tarrini   | lista civica Uniti per Chianni                                 | Sindaco     | [ 13 ] |
| 27 maggio 2019 | in carica      | Giacomo Tarrini   | lista civica Uniti per Chianni                                 | Sindaco     | [ 13 ] |